# Мироново (Забайкальский край)
Мироново — село в Шелопугинском районе Забайкальского края России. Административный центр сельского поселения «Мироновское». Основано в XIX веке.

## География
Село находится в северо-западной части района, на левом берегу реки Куренги, при автодороге 76А-008, на расстоянии примерно 34 километров (по прямой) к северо-северо-востоку (NNE) от села Шелопугина. Абсолютная высота — 545 метров над уровнем моря.
Климат
Климат характеризуется как резко континентальный, с продолжительной морозной малоснежной зимой и коротким тёплым летом. Средняя многолетняя температура самого холодного месяца (января) составляет −33,6 °С (абсолютный минимум — −59 °С), температура самого тёплого (июля) — 17,7 °С (абсолютный максимум — 36 °С). Безморозный период длится в течение 74 дней. Среднегодовое количество осадков — 359 мм
Часовой пояс
Село Мироново находится в часовой зоне МСК+6. Смещение применяемого времени относительно UTC составляет +9:00.

## Население
| 2010 | 2021 |
| ---- | ---- |
| 273  | ↘183 |

Половой состав
По данным Всероссийской переписи населения 2010 года в гендерной структуре населения мужчины составляли 49,1 %, женщины — соответственно 50,9 %.
Национальный состав
Согласно результатам переписи 2002 года, в национальной структуре населения русские составляли 99 % из 377 чел.

## Инфраструктура
Действуют начальная школа и фельдшерско-акушерский пункт.